# Zenda Liess
Zenda Liess (12 dicembre 1959) è un'ex tennista statunitense.

## Carriera
A livello giovanile si fa notare per le tre finali consecutive raggiunte all'Orange Bowl a partire dal 1973, vincendo le prime due.
Tra le professioniste riesce a raggiungere i quarti di finale in un torneo dello Slam agli US Open 1976 dove, non ancora diciassettenne, viene eliminata da Dianne Balestrat. Durante i Canada Open 1978 avanza fino alla semifinale dove si arrende alla seconda testa di serie Virginia Ruzici.
Si è ritirata dalle competizioni alla fine della stagione 1980 ancora giovane a causa di ripetuti infortuni e dal burnout.